# (8984) Derevyanko
(8984) Derevyanko (1977 QD3) – planetoida z grupy pasa głównego asteroid okrążająca Słońce w ciągu 4,32 lat w średniej odległości 2,65 au. Odkryta 22 sierpnia 1977 roku.